# Onthophagus waterstradti
Onthophagus waterstradti är en skalbaggsart som beskrevs av Antoine Boucomont 1914. Onthophagus waterstradti ingår i släktet Onthophagus och familjen bladhorningar. Inga underarter finns listade i Catalogue of Life.